# 龙潭山山城
龙潭山山城位于中国吉林省龙潭区龙潭山遗址公园内的一处古城遗址，属于全国重点文物保护单位。
龙潭山山城一般被认为是高句丽时期的一座山城，也有人认为是扶馀国前期王城或王城的军事堡垒。
2006年5月25日龙潭山山城被国务院公布为第六批全国重点文物保护单位。